# Де Филиппо, Титина
Титина де Филиппо (настоящее имя Аннунциата, Неаполь, 27 марта 1898 года — Рим, 26 декабря 1963 года) — итальянская актриса, драматург и сценаристка.

## Биография и карьера
Внебрачная дочь актёра и драматурга Эдуардо Скарпетта и Луизы де Филиппо, а также старшая сестра Эдуардо и Пеппино, родилась в районе Кьяйя на Виа-дель-Ашенсьоне . В театре она дебютировала ещё в детстве, почти всегда играя мужские роли в компании своего отца. Её дебют состоялся в пародии на оперетту «Гейша», прежде чем перейти к роли школьницы, в 1909 году, в Nu Ministro «mieze» и guaie, неаполитанский перевод «Беды Вито - министр Неаполя» и к роли Пеппениелло, в комедии «Страдания и благородство». Достигнув подросткового возраста, Титина переживала длительный период, когда возраст не позволял ей найти какую-либо роль: она была слишком взрослой, чтобы играть ребёнка, и слишком молодой, чтобы играть взрослую женщину. В этот период она наблюдала за поведением своих коллег.
В 1912 году она работала в театральной труппе Винченцо Скарпетты, в 1921 году она покинула её и перешла в театральную труппу Франческо Корбинчи. Там она познакомилась с Пьетро Карлони, коллегой, за которого она вышла замуж в 1922 году и от которого родила единственного сына Аугусто (1923—1997). Он иногда работал в кино помощником режиссёра и сценаристом, а позже, став журналистом в парламенте, издал в 1984 году биографию матери. Период беременности заставил её, на очень короткое время, отказаться от сцены: в любом случае, Титина была продюсером, как в театре Умберто, так и в театре Нуово в Неаполе, регрессируя по иерархической шкале театральных ролей: от первой актрисы к молодой актрисе.
Она достигла успеха в возрасте 31 года, когда выступала в 1929—1930 годы в театре «Нуово» в Неаполе в театральной труппе под руководством Энцо Ауличино, вместе с Тото́. В 1931 году, вместе с двумя братьями, она основала «Юмористический Театр Де Филиппо», который дебютировал 25 декабря с рождественской комедией «Рождество в доме Купиелло», написанной Эдуардо. С тех пор она непрерывно следовал за ними, внося решающий вклад в их успехи и, только в 1939 году она появилась вместе с Нино Таранто в ревю «Finalmente un imbecille», написанном Нелли и Манджини. В 1937 году вышел запоздалый дебютный фильма с двумя братьями, «Это был я», режиссером которого был Рафаэлло Матараццо: в те же годы, она оставила труппу своих братьев и вернулась в ревю в возрасте сорока лет.
В 1945 году, когда Эдуардо и Пеппино разделились из-за непреодолимых разногласий, Титина осталась вместе с первым, который создал совместно с ней театральную труппу «Эдуардо», благодаря чему она познала подлинный триумф с «Неаполитанским миллионером» (1945), «Филумена Мартурано» (1946), написанную специально для неё, и «Эти призраки» (1947).
В 1946 году у неё начинает проявляться серьезная сердечная одышка, которая привела к сердечному приступу в Генуе, в ходе театральной комедии «Филумена» в декабре 1948 года, что не помешало ей довести спектакль до конца. После того, как она отправилась в Милан по совету Эдуардо, ей был назначен месяц покоя и восстановления, который актриса провела в Сан-Ремо: после месяца отдыха, она возобновила артистическую деятельность и продолжила гастролировать по Италии . После того, как был распущен «Юмористический Театр Де Филиппо» в 1951 году, она решила уйти со сцены, после серьезных проблем со здоровьем и посвятить себя живописи и кино. Как сценарист и диалогист, она выиграла кинематографическую премию «Серебряная лента» в сезоне 1951—1952 годов за лучший сценарий фильма «Два гроша  надежды» режиссера Ренато Кастеллани. Среди прочего, она работала с Алидой Валли, Анной Магнани, Альберто Сорди, Марчелло Мастроянни, Сильвой Косчиной и Уго Тоньяцци; она также появилась в 1956 году в документальном фильме режиссера-кинокритика Джулио Чезаре Кастелло «Музей голосов».